# Dülkener Schöppenmarkt
Der Schöppenmarkt in Dülken ist einer der ältesten und größten Krammärkte Westdeutschlands. Er findet seit 1847 traditionsgemäß am Aschermittwoch statt.

## Termin, Ort, Besucherzahlen
Der Schöppenmarkt findet jeden Aschermittwoch nach Karneval von 8 bis 20 Uhr in der Innenstadt der früher selbstständigen Stadt Dülken – heute ein Stadtteil von Viersen – statt. Je nach Witterung kamen in den vergangenen Jahren zwischen 100.000 und zirka 120.000 Besucher aus dem Rheinland und dem Ruhrgebiet, aber auch aus den benachbarten Niederlanden.

## Geschichte, Größe und heutiges Angebot
Dieser ganztägige Markt, ein Treffpunkt der „Fliegenden Händler“, findet seit 1847 am Aschermittwoch statt. Er trägt den Namen Schöppenmarkt, weil hier früher die Bauern aus der Umgebung Handwerkszeug sowie landwirtschaftliche Gerätschaften einkauften, unter anderem „Schöppen“ (Schaufeln). Heute bieten Händler aus ganz Deutschland, zum Teil auch aus Belgien und den Niederlanden, auf einer ungefähr vier Kilometer langen Verkaufsfront eine Vielfalt von Waren an, darunter zum Beispiel Küchengeräte, Gewürze, Fan-Artikel, Textilien, Gartenzwerge, Pferdefleisch, Autoscheibenwischer, Terrakotta, Obst und Aal. Hinzu kommen Getränkebuden sowie Imbissstände, die traditionell ihre Fischspezialitäten anbieten. Auch Marktschreier verkaufen ihre Waren. Die Zahl der Aussteller, die sich für den Schöppenmarkt bewerben, ist sehr viel höher als die der zirka 410 vorhandenen Standplätze. Wegen des hohen Besucherandrangs muss am Aschermittwoch ein Teil der Dülkener Innenstadt für den Autoverkehr gesperrt werden.